# Boulevard Pasteur (Reims)
Pour les articles homonymes, voir Rue Pasteur.
Le boulevard Pasteur est un  boulevard de la commune de Reims, dans le département de la Marne, en région Grand Est.

## Situation et accès
Le boulevard Pasteur est compris entre le boulevard de la Paix et le boulevard Henri-Vasnier. Le boulevard est limite des quartiers Quartier Chemin Vert - Europe à Reims et Quartier Barbâtre - Saint-Remi - Verrerie.

## Origine du nom
Le boulevard porte le nom de Pasteur biologiste, chimiste, physicien (27 décembre 1822 - 28 septembre 1895) pour honorer ses découvertes, le vaccin contre le charbon des moutons et le choléra de la poule et le vaccin contre la rage. Pasteur est également connu pour avoir étudié les différentes formes de fermentation dont celle du vin. Il a également donné des conseils sur l’application de l’aération à la production de la mousse dans le vin de Champagne.

## Historique
Initialement boulevard Gerbert, le boulevard a été rebaptisé en 1924 pour honorer Louis Pasteur. 

## Bâtiments remarquables et lieux de mémoire
- no 25, Villa Tassigny ;
- no 28, au bord du trottoir, borne de la voie de la Liberté ;
- Une fouille archéologique, menées par l’INRAP en 1994[2], boulevard Pasteur, a mis au jour des vestiges du rempart médiéval des XIIIe et XIVe siècles, démoli en 1870, à l'emplacement de la tour du « Mont-Dieu » ou « Grosse Tour ».

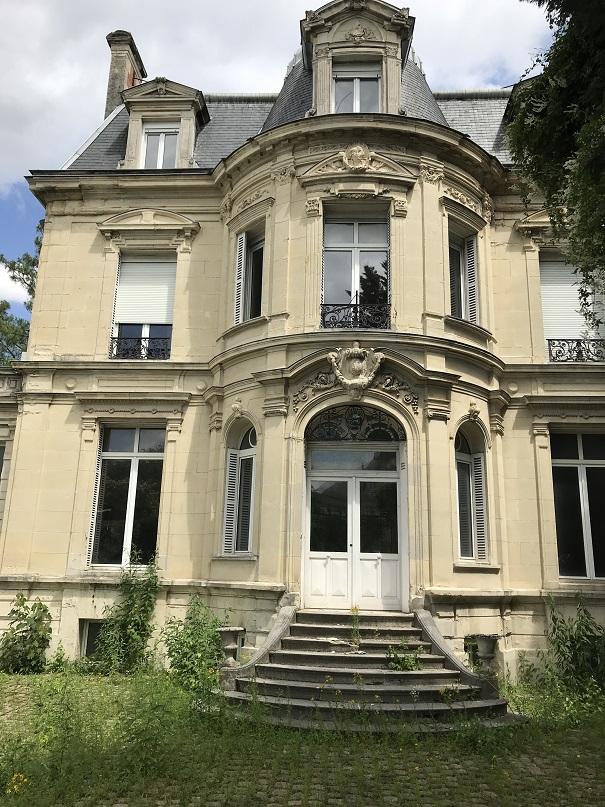
Villa Tassigny.
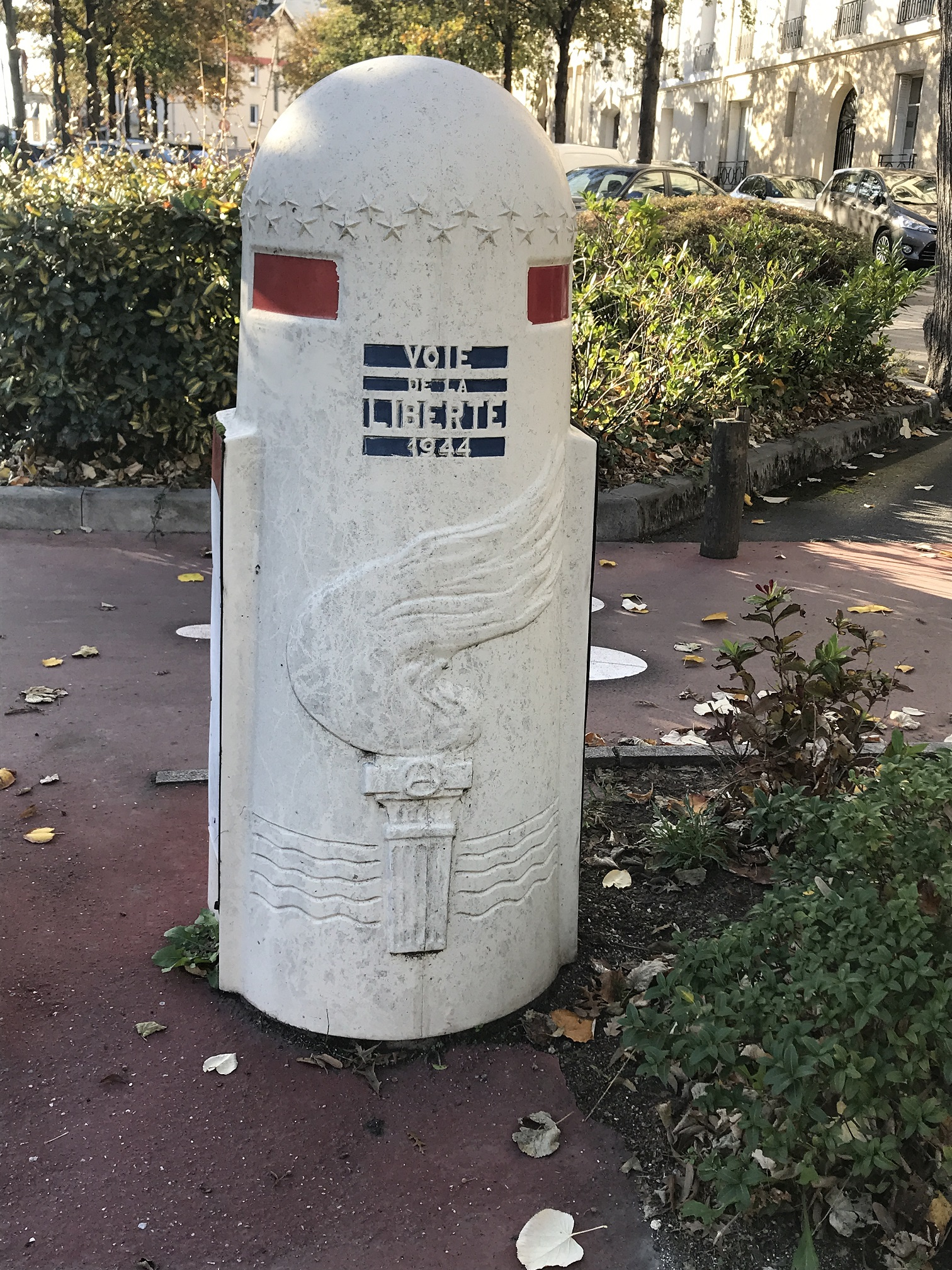
Borne Voie de la Liberté
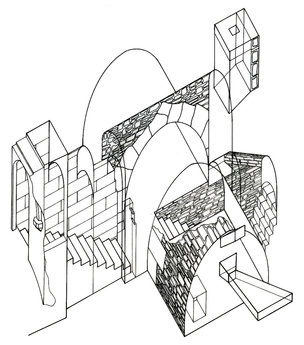
Tour du Mont-Dieu ou Grosse Tour